# ジェットトレイン

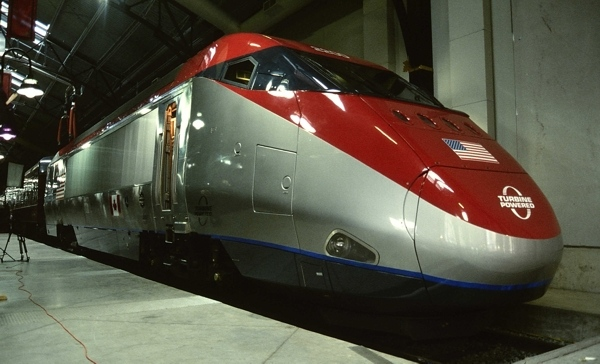
ジェットトレイン
アメリカ向けとして星条旗が描かれている

ジェットトレインは、北アメリカにおいてもヨーロッパ的な高速鉄道サービスをより低廉に実現することを目的として、ボンバルディア・トランスポーテーション社が開発した電気式ガスタービン機関車の試験的高速車両である。

## 概要
ジェットトレインは、ボンバルディア社が1990年代にアムトラックへ販売したアセラ・エクスプレスと同等の機関車を使用し、かつてのLRCから派生した車体傾斜機構を搭載する。この機関車はアセラ・エクスプレスの機関車の集電装置を撤去し、動力源としてプラット・アンド・ホイットニー・カナダ社製のPW150型ガスタービンエンジン（軸出力5000PS）を搭載したものとなっている。当然性能面でも同等で、最高速度は240km/hである。
2000年代前半、ボンバルディア社は北米にある多数の鉄道会社に対して安価に高速鉄道を構築できるとしてジェットトレインを強力に売り込んだが、そのようなシステムはいまだに構築されていない。その後、化石燃料を使用する車両として世界最速のものを開発したボンバルディア社自体がこの製品に対する興味を失ってしまった。
ジェットトレインは、オーランドからタンパまでを結ぶことを目的とするブライトライン用として導入を検討されていたが、技術的な詳細を詰め始めた後の2004年に州民投票によって資金供出を拒否された。
カナダにおいてはボンバルディアとVIA鉄道がケベック・シティー-ウィンザー回廊においてジェットトレインを導入する案を提案したが、カナダ政府からの資金提供は得られなかった。
また、イギリスに対しては現在200km/hで運行されているディーゼル列車であるHSTの代替としてジェットトレインが提案された。
オーストラリアの鉄道誌ではジェットトレインをXPTとQRチルト・トレインの補完用として高速鉄道の選択肢にする事を提案している。